# Jean Ueberschlag

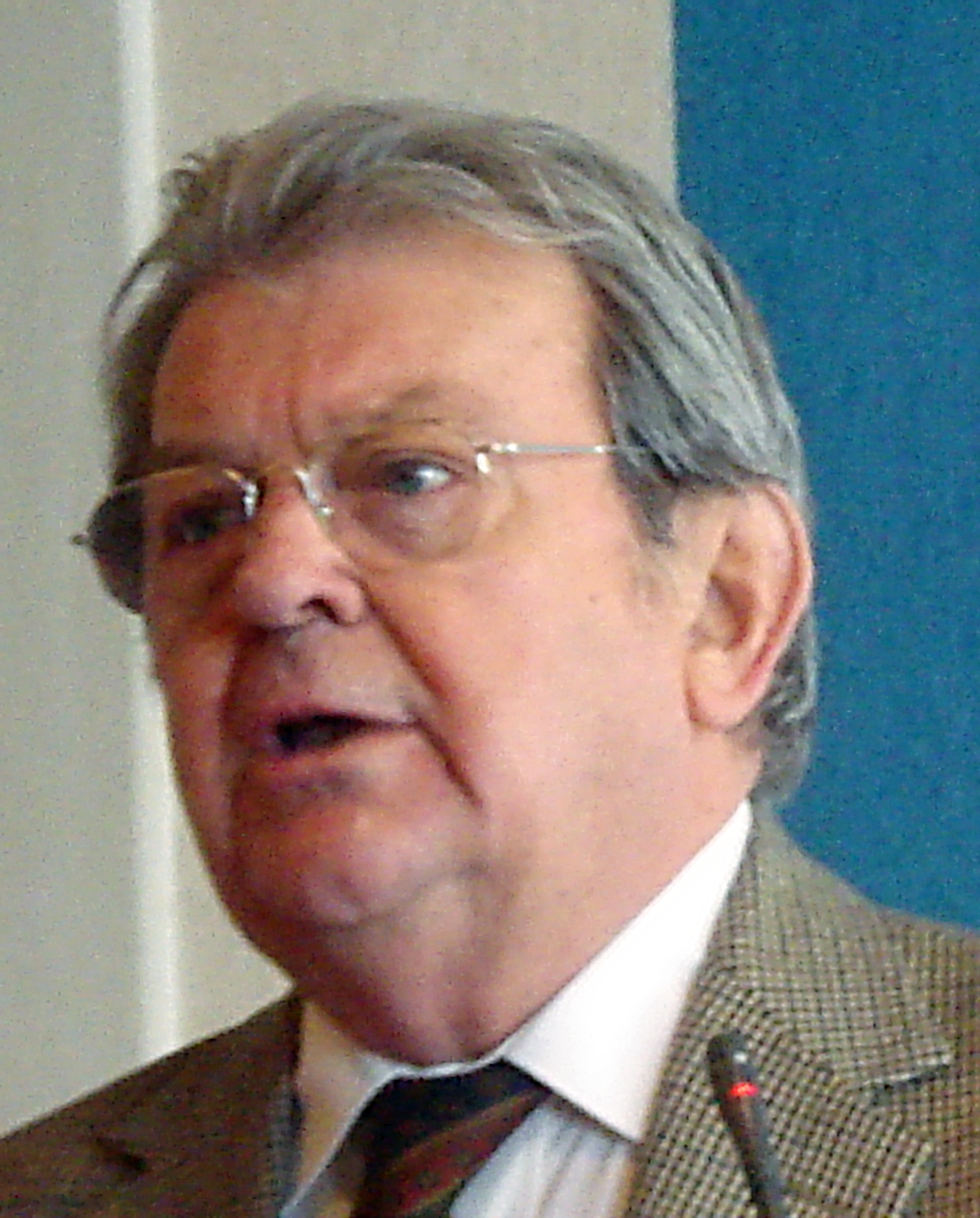
Jean Ueberschlag, 2010

Jean Ueberschlag (* 29. Mai 1935 in Folgensbourg) ist ein französischer Politiker. Er war Mitglied des RPR, der UMP und von République solidaire.
Von 1986 bis 2012 war er Abgeordneter zur Nationalversammlung. Von 1989 bis 2011 war er Bürgermeister der oberelsässischen Gemeinde Saint-Louis.